# Victoria Svanberg
Lena Victoria Svanberg, född 1969, är en svensk företagsledare. Hon är systerdotter till Lars Ander.
Svanberg är fjärde generationens tidningsägare inom familjen Ander i NWT-koncernen, där hon äger 25 procent. Hon är sedan 2019 ordförande för Tidningsutgivarna, som är branschorganisationen för svensk dagspress.
Hon är hedersdoktor vid fakulteten för humaniora och samhällsvetenskap vid Karlstad universitet.